# Saint-Gilbert
Saint-Gilbert est une municipalité de paroisse dans la municipalité régionale de comté de Portneuf au Québec (Canada), située dans la région administrative de la Capitale-Nationale. 

## Toponymie
Elle est nommée en l'honneur de Gilbert de Sempringham, fondateur des gilbertins. 

## Histoire
Le territoire de Saint-Gilbert a été détaché de Saint-Jean-de-Deschambault et de Saint-Alban en 1893.

## Géographie
La rivière Sainte-Anne délimite le nord de la municipalité en coulant vers le sud-ouest.
La rivière La Chevrotière la traverse du nord-est vers le sud-ouest.

## Démographie
| 1981 | 1986 | 1996 | 2001 | 2006 | 2011 | 2016 | 2021 |
| ---- | ---- | ---- | ---- | ---- | ---- | ---- | ---- |
| 312  | 316  | 323  | 294  | 292  | 282  | 296  | 283  |

## Administration
Les élections municipales se font en bloc pour le maire et les six conseillers.
| Saint-Gilbert Maires depuis 2001                                                                                     |               |         |          |
| Élection | Maire         | Qualité | Résultat |
| 2001 | Luc Gignac    |         | Voir     |
| 2005 | Luc Gignac    | Voir    |          |
| 2009 | Luc Gignac    | Voir    |          |
| 2013 | Léo Gignac    |         | Voir     |
| 2017 | Léo Gignac    | Voir    |          |
| 2021 | Daniel Perron |         | Voir     |
| Élection partielle en italique Depuis 2005, les élections sont simultanées dans toutes les municipalités québécoises |               |         |          |

## Économie
L'agriculture et la forêt dominent l'activité économique de Saint-Gilbert. On y trouve une importante scierie.